# Elygea materna
Elygea materna là một loài bướm đêm trong họ Erebidae.